# Crosslandia
Genre
Crosslandia est un genre de mollusques nudibranches de la famille des Scyllaeidae.

## Liste des genres
Selon World Register of Marine Species (8 mars 2021) :
- Crosslandia daedali Poorman & Mulliner, 1981
- Crosslandia viridis Eliot, 1902